# 卓榮泰
卓榮泰（1959年1月22日—），中華民國政治人物，民主進步黨籍，生於臺北市，現任行政院院長，曾任民主進步黨主席、民主進步黨秘書長、行政院秘書長兼聯合服務中心主任、政務委員兼發言人、總統府副秘書長、代理秘書長、立法委員、臺北市議員等職務。

## 從政生涯

### 臺北市議員與立法委員
卓榮泰自中興法商（今國立臺北大學）法律系畢業後，1987年起於謝長廷擔任台北市議員時擔任其議會助理，就此開啟從政生涯。在議會助理時期，卓榮泰曾擔任謝長廷「東區服務處」首任主任。1987年民主進步黨臺北市黨部成立，卓榮泰獲選為第一屆執行委員。:311989年當選台北市議員，擔任兩屆議員。1998年當選臺北市第一選舉區立法委員，並於2001年連任。

### 總統府副秘書長
2000年民主進步黨執政後，卓榮泰於2004年起擔任總統府副秘書長。2005年2月，卓榮泰受任命為於行政院政務委員兼發言人，至2006年回任總統府副秘書長。2007年，民進黨總統初選由謝長廷、蘇貞昌兩相競爭，卓榮泰為時任總統府代理秘書長，協助陳水扁、謝長廷、蘇貞昌之間溝通聯繫，其後促成「長昌配」。

### 民進黨副秘書長
卓榮泰在馬英九政府時期於天河基金會服務，至2017年3月回歸政壇，出任民進黨副秘書長。

### 行政院秘書長
2017年9月8日，卓榮泰於賴清德內閣擔任行政院秘書長，外界評論其以協調能力著稱，將在各部會和府院黨扮演協調的角色。
2018年11月24日，適逢民進黨九合一選舉大敗，總統蔡英文辭黨主席；卓榮泰於12月14日經民進黨中生代的政界人士潘孟安、鄭文燦、林佳龍、林智堅、黃偉哲、陳其邁、翁章梁七人共同推舉，登記民進黨主席補選。12月28日，卓榮泰請辭行政院秘書長一職。

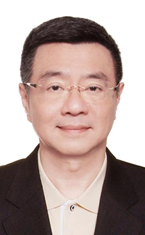
行政院秘書長任內官方肖像

### 民進黨主席
2019年1月6日，卓榮泰當選民主進步黨主席，投票率16.9％；卓榮泰獲得2萬4699票，得票率72.6%，游盈隆獲9323票，得票率27.40%。1月9日，卓榮泰正式就任民進黨第16屆黨主席。任期屆滿後，卓榮泰不尋求續任，而蔡英文於2020年總統選舉中勝選連任，依黨章以總統身分兼任黨主席。

### 行政院院長
2024年1月13日，時任副總統賴清德贏得總統選舉，民進黨首次三度執政。4月10日，賴清德公布其內閣名單，宣布由卓榮泰擔任行政院院長，企盼打造行動創新AI內閣。

## 選舉紀錄
| 年度 | 選舉屆數             | 選舉區           | 所屬政黨   | 得票數 | 得票率 | 當選標記 | 備註 |
| ---- | -------------------- | ---------------- | ---------- | ------ | ------ | -------- | ---- |
| 1989 | 第六屆臺北市議員選舉 | 臺北市第二選舉區 | 民主進步黨 | 15,578 | 4.57%  |          |      |
| 1994 | 第七屆臺北市議員選舉 | 臺北市第三選舉區 | 民主進步黨 | 14,420 | 5.95%  |          |      |
| 1998 | 第四屆立法委員選舉   | 臺北市第一選舉區 | 民主進步黨 | 57,362 | 7.59%  |          |      |
| 2001 | 第五屆立法委員選舉   | 臺北市第一選舉區 | 民主進步黨 | 42,660 | 6.89%  |          |      |

## 荣誉

### 中华民国勋章奖章
- 二等景星勋章（2006年1月27日于台北总统府颁授[14]）

## 外部連結
- 卓榮泰的Facebook專頁
- 卓榮泰的Instagram帳戶
- YouTube上的卓榮泰頻道

| 中華民國政府職務                   | 中華民國政府職務                                             | 中華民國政府職務                   |
| ---------------------------------- | ------------------------------------------------------------ | ---------------------------------- |
| 行政院                             |                                                              |                                    |
| 前任： 李應元                      | 行政院秘書長（首次） 第二十六任 2005年9月19日－2006年1月25日 | 繼任： 劉玉山                      |
| 前任： 陳美伶                      | 行政院秘書長（再次） 第三十七任 2017年9月8日－2018年12月28日 | 繼任： 何佩珊（代理） 正任：李孟諺 |
| 前任： 陳建仁                      | 行政院院長 第三十二任 2024年5月20日－                        | 現任                               |
| 中華民國總統府                     |                                                              |                                    |
| 前任： 邱義仁                      | 總統府秘書長 代理 2007年5月21日－2007年8月19日               | 繼任： 葉菊蘭                      |
| 政党职务                           |                                                              |                                    |
| 民主進步黨                         |                                                              |                                    |
| 前任： 林佳龍                      | 民主進步黨秘書長 第十二任 2007年10月15日－2008年1月15日      | 繼任： 李應元                      |
| 前任： 林右昌（代理） 正任：蔡英文 | 民主進步黨主席 第十六屆補選 2019年1月9日－2020年5月20日      | 繼任： 蔡英文                      |